# Umkhonto we Sizwe
Umkhonto we Sizwe ("Lancia della nazione", abbreviato in MK) è stata l'ala militare dell'African National Congress e ha tra i propri fondatori Nelson Mandela.

## Storia
Il movimento viene fondato in seguito al Massacro di Sharpeville del 21 marzo 1960 e rappresentò la scelta, da parte dell'ANC, di andare oltre la semplice protesta non violenta. Il suo principale obiettivo era quello di condurre azioni di guerriglia contro il regime segregazionista bianco allora in vigore in Sudafrica.
Nel giugno del 1961, dopo aver avvertito il governo sudafricano che si sarebbero intraprese azioni di ritorsione qualora non vi fosse stata un'apertura verso la riforma costituzionale e l'abolizione dell'apartheid, MK lanciò il 16 dicembre dello stesso anno i primi attacchi di guerriglia contro alcune installazioni governative. In seguito a queste prime azioni MK viene classificata da parte del governo del Sud Africa come un'organizzazione terroristica e quindi bandita.
L'organizzazione ha avuto come sede Rivonia, un sobborgo di Johannesburg. L'11 luglio 1963, 19 leader dell'ANC e dell'MK, tra cui Arthur Goldreich e Walter Sisulu, furono arrestati presso la fattoria Liliesleaf. La fattoria veniva utilizzata dagli attivisti dell'ANC ed era di proprietà di Arthur Golderich che l'aveva comprata con fondi provenienti dall'ANC e dal Partito Comunista Sudafricano, tuttavia non essendo “bianco” in base al Group Areas Act non poteva possedere una proprietà del genere. Successivamente, nello stesso anno si tenne il Processo di Rivonia, durante il quale dieci leader dell'ANC furono accusati di 193 atti di sabotaggio volti a “fomentare la rivoluzione violenta”. Wilton Mkwayi, allora capo del MK, riuscì a fuggire durante il processo.
L'ondata di arresti portò subito alla luce uno dei punti deboli dell'organizzazione, ossia il fatto che essa ruotava attorno alla leadership di pochi attivisti di profilo pubblico che risultavano quindi facilmente identificabili e neutralizzabili dal governo sudafricano.
In seguito alla caduta dell'apartheid avvenuta nel 1990, l'MK fu integrato nelle forze armate regolari dell'esercito sudafricano SANDF nel 1994.
Nel 1995 fu istituito in Sudafrica un tribunale straordinario: la Commissione per la Verità e la Riconciliazione (TRC). Lo scopo principale del tribunale era quello di raccogliere le testimonianze le delle vittime e quelle dei perpetratori dei crimini commessi sia dal regime dell'apartheid che dai vari movimenti di liberazione tra cui l'MK. 
La TRC, riporta nelle sue relazioni che anche se “l'ANC aveva, nel corso dei conflitti, infranto i Protocolli di Ginevra ed era responsabile di gravissime violazioni dei diritti umani, tra i tre partiti principali che hanno preso parte al conflitto, soltanto l'ANC si era impegnata a rispettare i protocolli e, in generale, condurre una lotta armata in accordo con le leggi internazionali sui diritti umani."

## Motivazioni della formazione
Secondo le dichiarazioni di Nelson Mandela, tutti i membri fondatori dell'MK, incluso se stesso, erano anche membri dell'ANC. Nel suo famoso discorso “I am prepared to die”, Mandela sottolineò le motivazioni che portarono alla fondazione del movimento:
Non fu facile giungere a questa conclusione. Fu soltanto quando ogni altra strada si era dimostrata impraticabile, quando tutti i canali di protesta pacifica ci erano stati preclusi, che venne presa la decisione di adottare forme violente di lotta politica e di costituire l’Umkhonto we Sizwe. Lo facemmo non perché desiderassimo arrivare a questo, ma soltanto perché il governo non ci aveva lasciato altra scelta. Nel manifesto dell’Umkhonto pubblicato il 16 dicembre 1961, che è il reperto AD (reperto classificato con sigla AD all'interno del processo, NdR), dichiaravamo:
“Nella vita di ogni nazione c’è un momento in cui rimangono soltanto due alternative: sottomettersi o lottare. Ora in Sudafrica è giunto quel momento. Non ci sottometteremo e non abbiamo altra scelta che rispondere ai soprusi con tutti i mezzi di cui disponiamo per difendere la nostra gente, il nostro futuro, la nostra libertà.”
L’ANC aveva una posizione chiara che può essere riassunta come segue: Era un’organizzazione politica di massa con una funzione politica da assolvere, e le persone vi aderivano sulla base della sua esplicita linea d’azione improntata alla nonviolenza. Per questa ragione, non poteva e non voleva ricorrere alla violenza. Questo aspetto va sottolineato. Non è infatti possibile trasformare un organismo del genere in una struttura snella e coesa quale deve essere un’organizzazione che voglia compiere azioni di sabotaggio. E poi non sarebbe stato politicamente corretto perché avrebbe spinto i suoi membri a cessare quelle attività essenziali che sono la propaganda e il coordinamento politici. Ne sarebbe stato ammissibile alterare la natura stessa dell’organizzazione. D’altro canto, a fronte della situazione che ho descritto, l’ANC era pronto ad allontanarsi dalla politica di nonviolenza che aveva portato avanti per cinquant’anni, limitatamente al fatto che non avrebbe più disapprovato la violenza adeguatamente controllata. Pertanto i membri dell’ANC che intraprendevano tali azioni non sarebbero stati soggetti a misure disciplinari. Ho detto “violenza adeguatamente controllata” perché, come chiarii allora, se avessi formato quell’organizzazione, l’avrei sempre sottoposta alla guida politica dell’ANC e non avrei intrapreso nessuna forma di attività diversa da quella prevista, senza il consenso dell’ANC. A seguito di questa decisione, nel novembre 1961 venne costituito l’Umkhonto.”»
(Nelson Mandela, I am prepared to die)

## Campagna militare
Nel giugno del 1961 Mandela inviò una lettera aperta ai giornali sudafricani avvertendo il governo che sarebbe stata lanciata una campagna di sabotaggio a meno che il governo avesse deciso di istituire un'assemblea costituente nazionale. A partire dal 16 dicembre dello stesso anno, vennero quindi lanciati i primi attacchi dinamitardi contro obiettivi governativi e fu considerata l'ipotesi della guerriglia.
Il primo obiettivo della campagna fu una stazione elettrica, seguita poi da molti altri atti di sabotaggio nei diciotto mesi successivi. In seguito, nel 1964, durante il Processo di Rivonia il governo ha accusato il movimento un totale di 193 atti di sabotaggio, i cui obiettivi comprendevano edifici governativi, macchine e infrastrutture.
Tra il 1970 e il 1975 il movimento riorganizzò la propria struttura interna e Chris Hani, esponente di spicco dell'MK e leader del Partito Comunista Sudafricano, fece ritorno in Sudafrica.
Nel 1976, in seguito agli Scontri di Soweto, moltissimi giovani uomini e donne ansiosi di combattere il regime dell'apartheid, attraversarono il confine della Rhodesia per unirsi all'MK e ricevere addestramento militare.

### Attentati
Uno degli obiettivi comuni a tutte le attività militari dell'MK in Sud Africa era quella di voler lanciare un messaggio forte nei confronti del potere. Uno dei primi attentati risale al 1983 durante il quale vennero fatte esplodere delle bombe a Pretoria vicino al quartier generale dell'Aeronautica Militare Sudafricana, causando 19 morti e 217 feriti. In seguito, nel 1985, fu piazzato un ordigno esplosivo all'interno di un cassonetto dell'immondizia posto vicino ad un centro commerciale causando 5 morti e 40 feriti. In una lettera successiva alla Commissione per la Verità e la Riconciliazione (TRC), l'ANC stessa ha dichiarato che anche se l'atto era stato commesso in risposta ad un precedente raid a Lesotho da parte dell'esercito Sudafricano, la tipologia di attacco non rientrava nelle metodologie dell'ANC. Nel 1986 fu fatto esplodere un ordigno presso la spiaggia di Durban causando 3 morti e 69 feriti. Successivamente Robert McBride, il responsabile, fu condannato a morte per aver organizzato l'attentato, ma nonostante la TRC avesse dichiarato gli attentati “enormi violazioni dei diritti umani”, McBride ricevette l'amnistia e diventò ufficiale di polizia. Nel 1987, un'esplosione fuori dal tribunale di Johannesburg uccise 3 persone e ne ferisce 10, mentre nel 1987 un'altra esplosione presso un centro di comando militare causa una vittima e 68 feriti. La campagna di attentati continuò con attacchi a una serie di obiettivi minori, incluse banche e altri luoghi pubblici.

### Torture ed esecuzioni
La TRC ha stimato che, specialmente tra il 1979 e 1989, il ricorso a tecniche di tortura era considerato una sorta di routine da parte dell'MK, così come la condanna a morte senza un giusto processo presso i campi di detenzione dell'ANC. Uno dei campi di detenzione più famosi è il Campo 32, noto anche come "Quatro" (Numero Quattro) situato in Angola, nel quale venivano principalmente imprigionati disertori e agenti nemici infiltrati per poi essere torturati e giustiziati. La TRC riporta però che altrettante violazioni dei diritti umani siano avvenute in altri campi sparsi tra l'Uganda, Botswana, Zambia e Tanzania.

### Utilizzo delle mine anticarro
Tra il 1985 e il 1987 fu intrapresa una campagna per collocare mine anticarro sulle strade rurali di quello che all'epoca era il Transvaal Settentrionale. Questa tattica venne però abbandonata dopo breve tempo a causa dell'elevato tasso di vittime, soprattutto tra civili e braccianti. L'ANC ha stimato un totale di 30 esplosioni che hanno causato 23 morti, mentre il governo ha presentato una stima superiore pari a 57 esplosioni e 25 morti.

## Membri noti
Oltre al cofondatore, Nelson Mandela altri membri noti sono:
- Oliver Tambo
- Chris Hani
- Thabo Mbeki
- Jacob Zuma

## Morti stimate
Secondo alcuni dati stilati dalla Polizia Sudafricana nel periodo compreso tra il 1976 e il 1986 si sono registrate circa 130 vittime del terrorismo; di queste solo un quarto apparterrebbero a forze di sicurezza o paramilitari mentre i restanti sarebbero tutti civili: 40 bianchi e 60 neri.